# Subprefectura d'Ogasawara
La subprefectura d'Ogasawara (小笠原支庁, Ogasawara-shichō) és una subprefectura de Tòquio, a la regió de Kanto, Japó. La subprefectura és responsabilitat del Departament d'Afers Generals del Govern Metropolità de Tòquio. La subprefectura abasta una sèria d'illes habitades i de rocs a les illes Ogasawara, que inclouen també les illes Volcano.

## Geografia
La subprefectura, tot i que depenent de Tòquio i, per tant, pertanyent nominalment a la regió de Kanto, es troba molt més al sud i lluny del Tòquio metropolità. Les illes i formacions rocoses compreses dins de la subprefectura corresponen al grup Ogasawara, a les illes Volcano i a altres illes aïllades, formant part d'un únic municipi: Ogasawara.

### Municipis
| |          |          |          |
| \| Municipi \| Població \| Extensió \| Densitat \| \| --------- \| -------- \| -------- \| -------- \| \| Ogasawara \| 3.039 \| 106,78 \| 28,5 \| \| Total \| 3.039 \| 106,78 \| 28,5 \| |          |          |          |
| Municipi | Població | Extensió | Densitat |
| Ogasawara | 3.039    | 106,78   | 28,5     |
| Total | 3.039    | 106,78   | 28,5     |

### Illes
Totes les illes dels diferents arxipèlegs de la subprefectura formen part del municipi d'Ogasawara.
- Illes del grup Ogasawara
- Illes Volcano
- Illa de Nishi (Nishinoshima)
- Minami Torishima

## Història
Des de març de 1876 les illes Ogasawara són reconegudes pel govern de l'imperi del Japó i depenen directament del ministeri d'afers interns. El 8 d'octubre de 1880 passan a formar part de l'actualment desapareguda prefectura de Tòquio. El 28 d'octubre del mateix any la prefectura obre una oficina del govern a l'illa de Chichi. Més tard, l'any 1926 es funda formalment la subprefectura d'Ogasawara. Des del 1946 fins al 1968 les illes són ocupades pels nord-americans i el 1952 suprimeixen la subprefectura. El 26 de juny de 1968 les illes tornen sota sobirania japonesa i es restitueix la subprefectura.